# انتخابات المجلس التأسيسي في العراق 1922-1924
جرت  انتخابات المجلس التأسيسي في العراق  بين 24 أكتوبر 1922 و 25 فبراير 1924 لانتخاب أول برلمان في البلاد. تم انتخاب الجمعية التأسيسية لصياغة دستور وتشريع قانون للانتخابات العامة والتصديق على المعاهدة الأنجلو-عراقية لعام 1922.
استخدمت الانتخابات نظام انتخابي غير مباشر ، حيث انتخب الجمهور العام ( الرجال الذين تجاوزوا سن 18 سنة) 383 ناخبًا ثانويًا ، والذين بدورهم انتخبوا 100 نائب في الجمعية. اجتمع المجلس التاسيسي في 27 مارس 1924 مع حضور الملك فيصل الأول ومسؤولين بريطانيين حفل الافتتاح. كانت القضية السياسية الرئيسية في ذلك الوقت هي التصديق على المعاهدة الأنجلو-عراقية. لم تكن هناك أحزاب رسمية، لكن انقسم النواب إلى فريقين:  أولئك الذين أيدوا التصديق على المعاهدة دون تنقيحات و اعتبروا مؤيدين للحكومة؛ كانت هذه الكتلة بقيادة عبد المحسن السعدون ورئيس الوزراء جعفر العسكري. أما من عارضوا المعاهدة أو سعوا لمراجعتها قبل التصديق ، فقد اعتبروا مناهضين للحكومة. كانت هذه الكتلة بقيادة ياسين الهاشمي. خلال الجلسة الأولى للجمعية، رشح كل من السعدون والهاشمي لمنصب رئيس المجلس، مع فوز السعدون بتصويت 50-23. واصلت الجمعية اجتماعاتها حتى 2 أغسطس ، مع إجراء أول انتخابات عامة في العام التالي.